# Louis-Léon Cugnot
Louis-Léon Cugnot (París, 17 de octubre de 1835 - ibídem, 19 de agosto de 1894) fue un escultor francés. Obtuvo el Premio de Roma en 1859, conjuntamente con Alexandre Falguière. Residió pensionado en la villa Médici de Roma entre 1860 y 1863.

## Obras

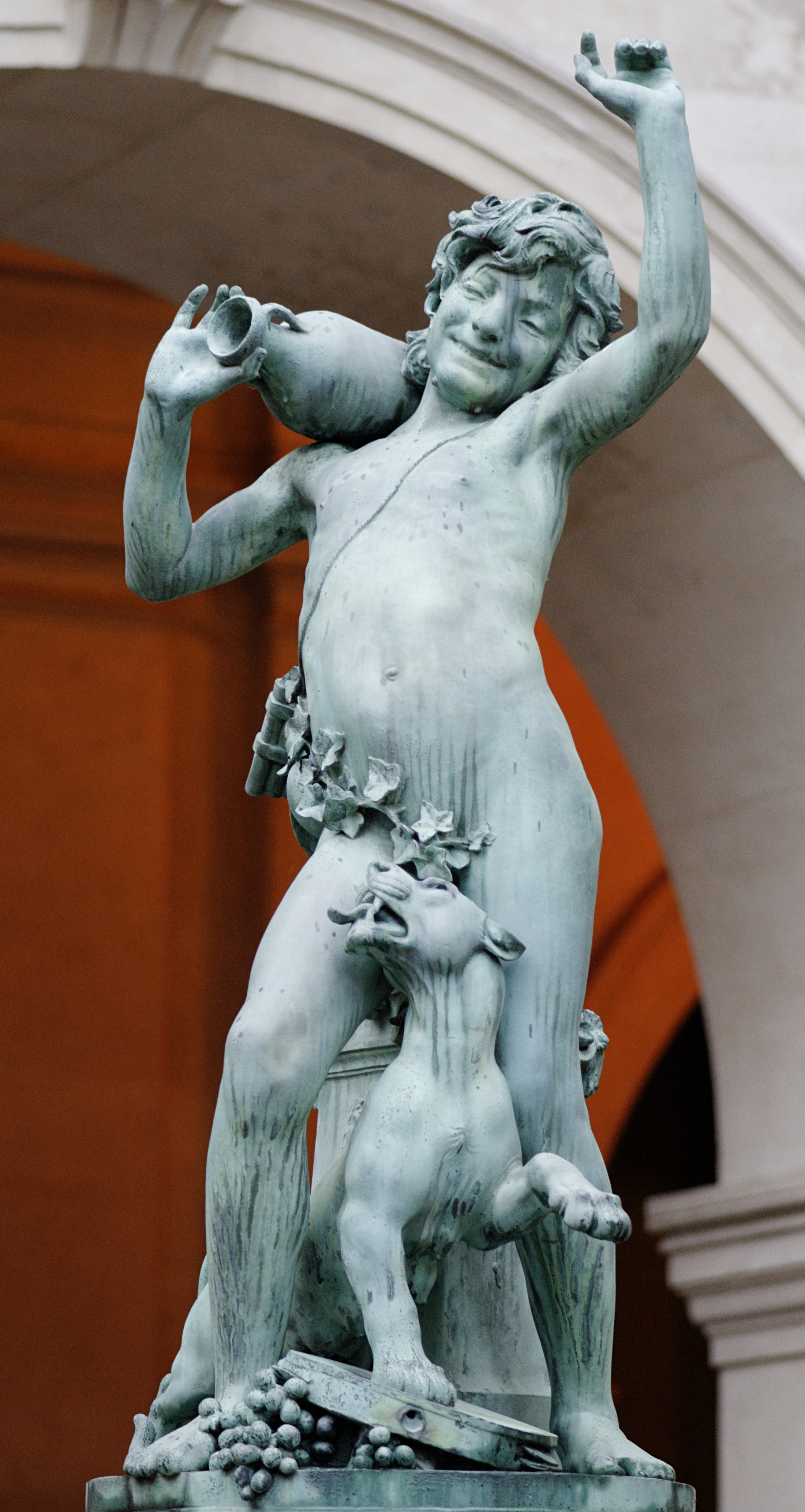

- "Mézence blessé, préservé par l'intrépidité de son fils Lausos"

Mecencio herido, salvado por la valentía de su hijo Lausos
1. (1859) relieve en escayola, en la École Nationale Supérieure des Beaux-Arts. Con esta obra Cugnot ganó el Premio de Roma.

- "Petrarca"

1. , (1865), mármol, Hôtel de la Païva (fr). 48°52′9″N 2°18′27″E / 48.86917, 2.30750 Ubicado en la avenida de los Campos Elíseos de París, adorna una de las tres hornacinas, en la escalera principal forrada de ónice de Argelia, acompañada por el Dante de Jean-Paul Aubé y el Virgilio de Ernest Barrias.[1]

- "Napoléon Ier assis sur un aigle dominant le monde"

Napoleón I sobre un águila dominando el mundo
1. , (1869) escultura, escayola, Museo de Orsay (Otras imágenes  (enlace roto disponible en Internet Archive; véase el historial, la primera versión y la última).)

- "L'Allégorie du Gaz"

1. (enlace roto disponible en Internet Archive; véase el historial, la primera versión y la última). (1985) escayola, Museo de Orsay, copia del original de Cugnot a mayor escala mediante el uso del compás, (más imágenes en  (enlace roto disponible en Internet Archive; véase el historial, la primera versión y la última). y  (enlace roto disponible en Internet Archive; véase el historial, la primera versión y la última).

- "Corybante étouffant les cris de Jupiter enfant"

1. (1870), estatua, bronce.

- "La fileuse"

1. , estatua, bronce con pátina verde y marrón.

- "Buste représentant une femme de qualité"

1. (1866), busto, mármol blanco sobre columna,

- "Joven Jupiter"

1. (1886), copia en bronce Park Avenue Armory. Nueva York 40°46′03″N 73°57′58″O / 40.76750, -73.96611

- 4 jarrones ornamentales representando las cuatro estaciones

1. y  (1880) bronce, fundición Maison Cristofle. En el jardín de l'Archevêché, también conocido como jardín del Ayuntamiento, ocupan las esquinas del recinto, a los pies de la Catedral de St Etienne de Bourges 47°4′52″N 2°23′59″E / 47.08111, 2.39972

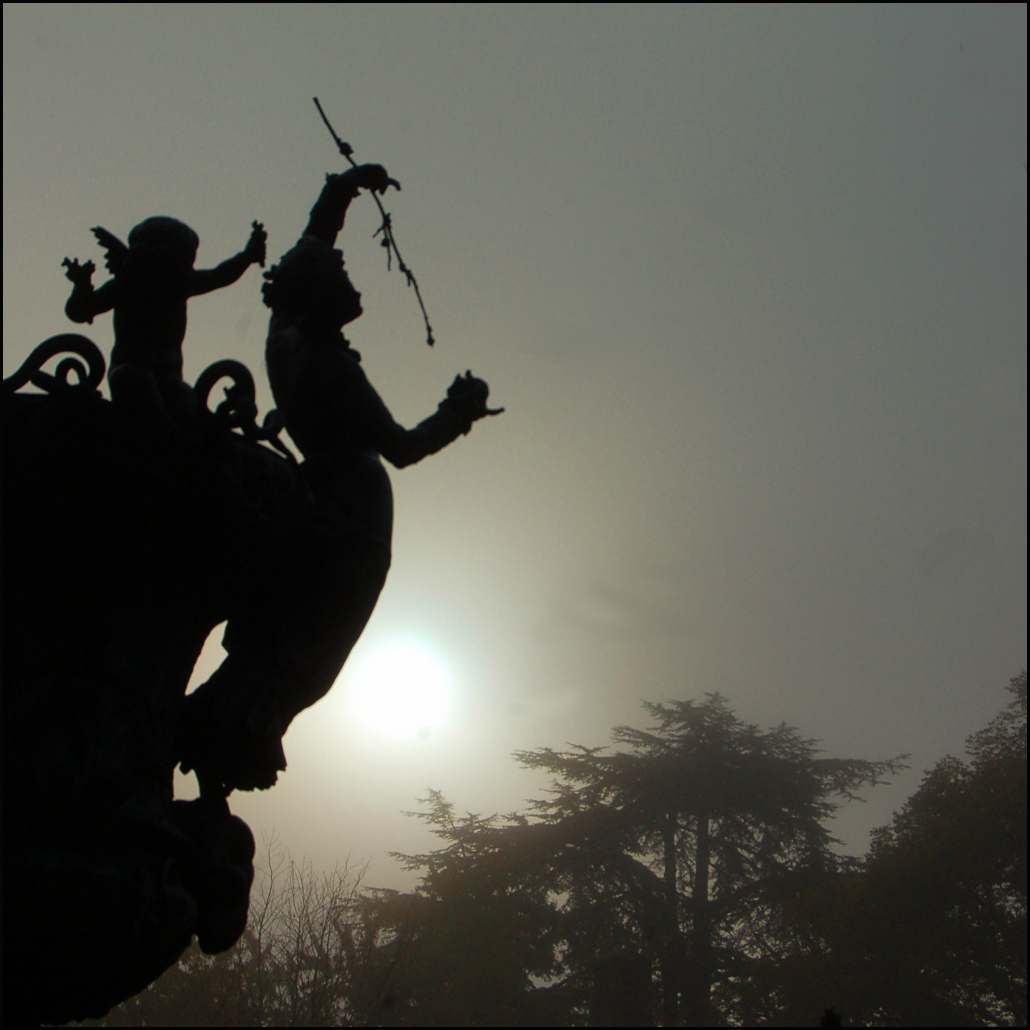
Vaso ornamental de Cugnot

- Tumba de Clément-Thomas y Lecomte, en el cementerio del Père Lachaise de París. 48°51′38.0″N 2°23′29.0″E / 48.860556, 2.391389

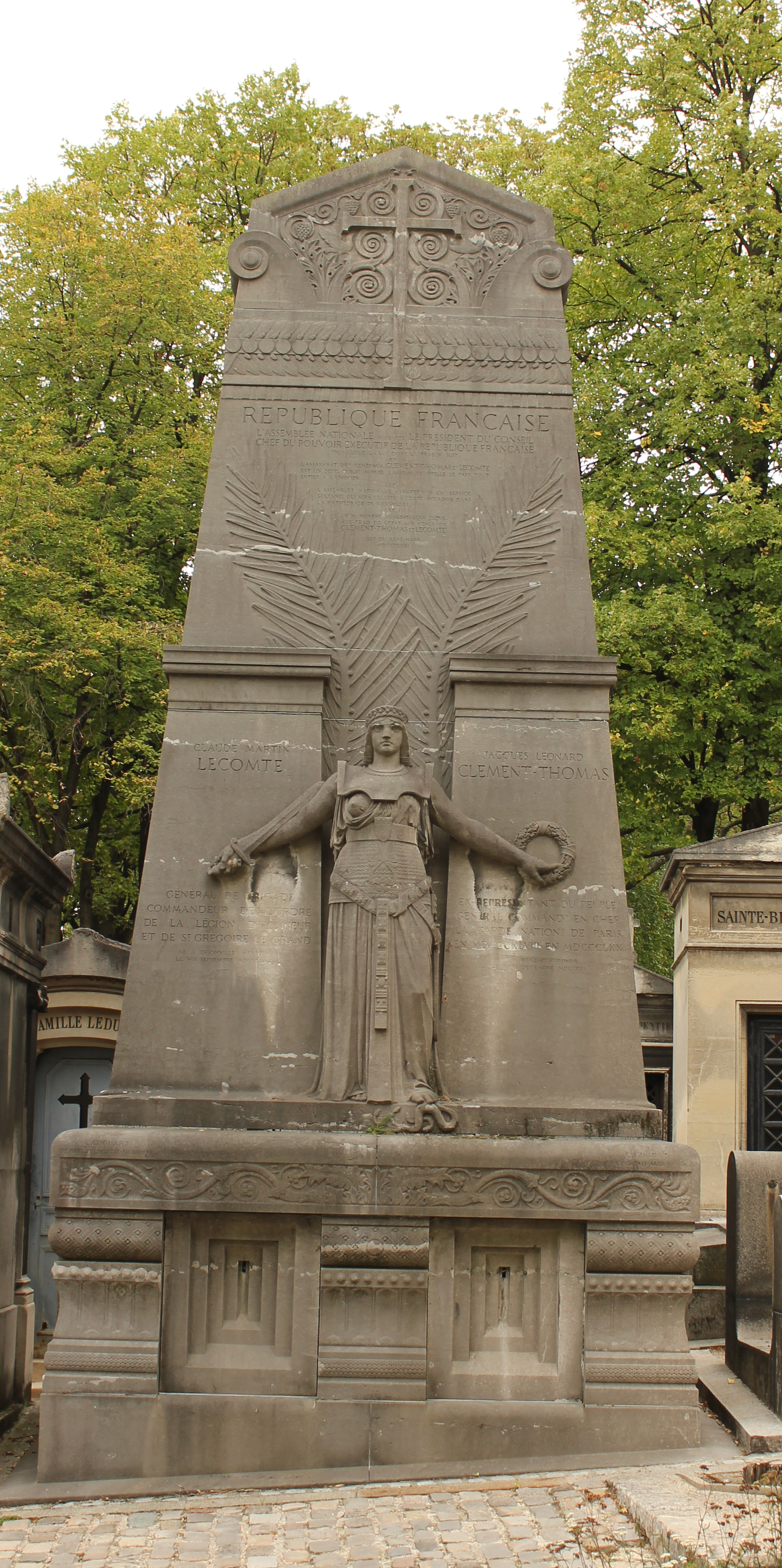
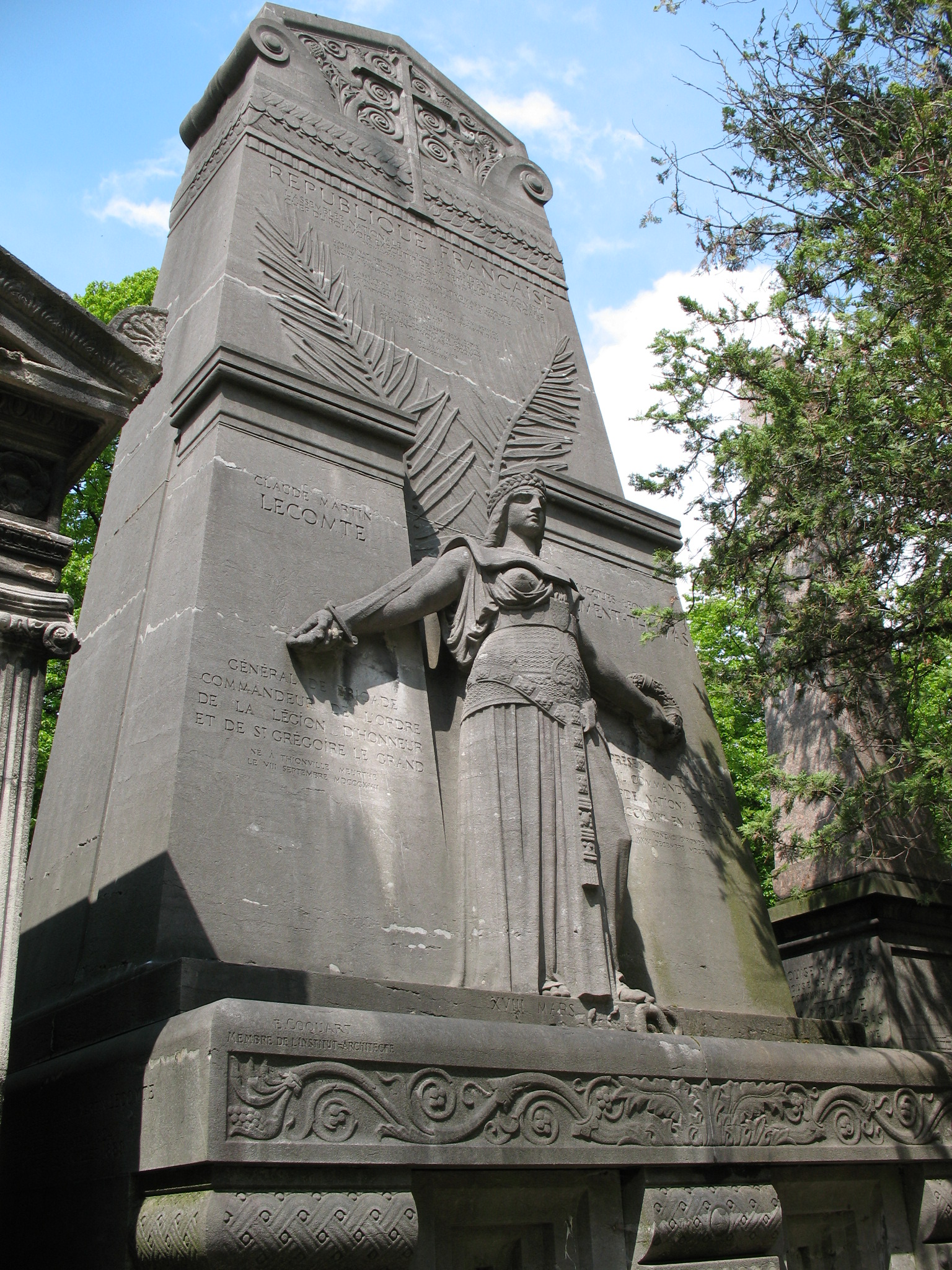
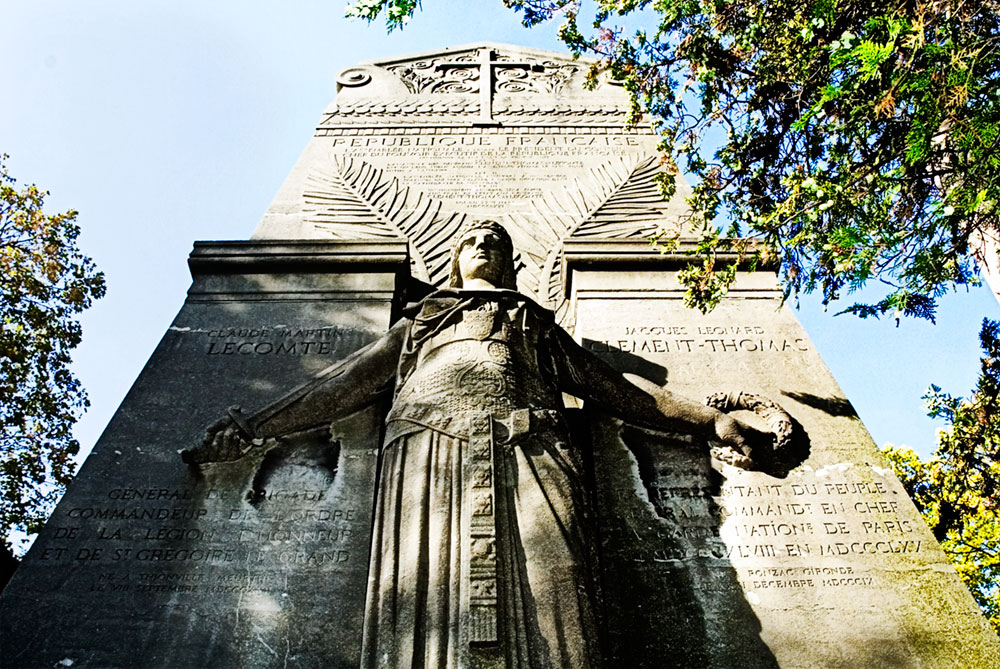
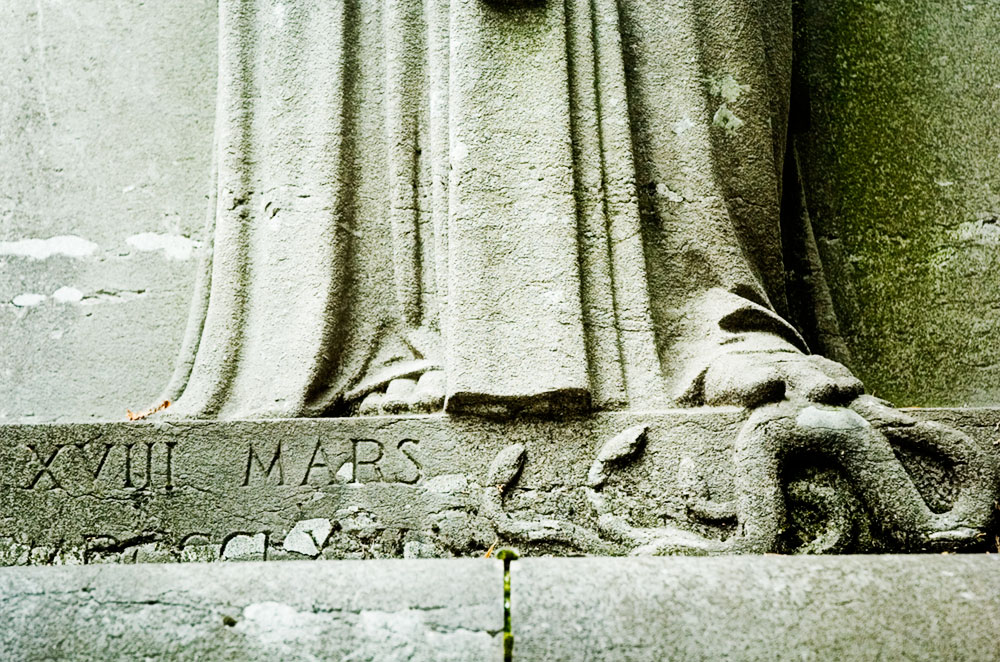

- Figuras decorativas para la ópera Garnier.

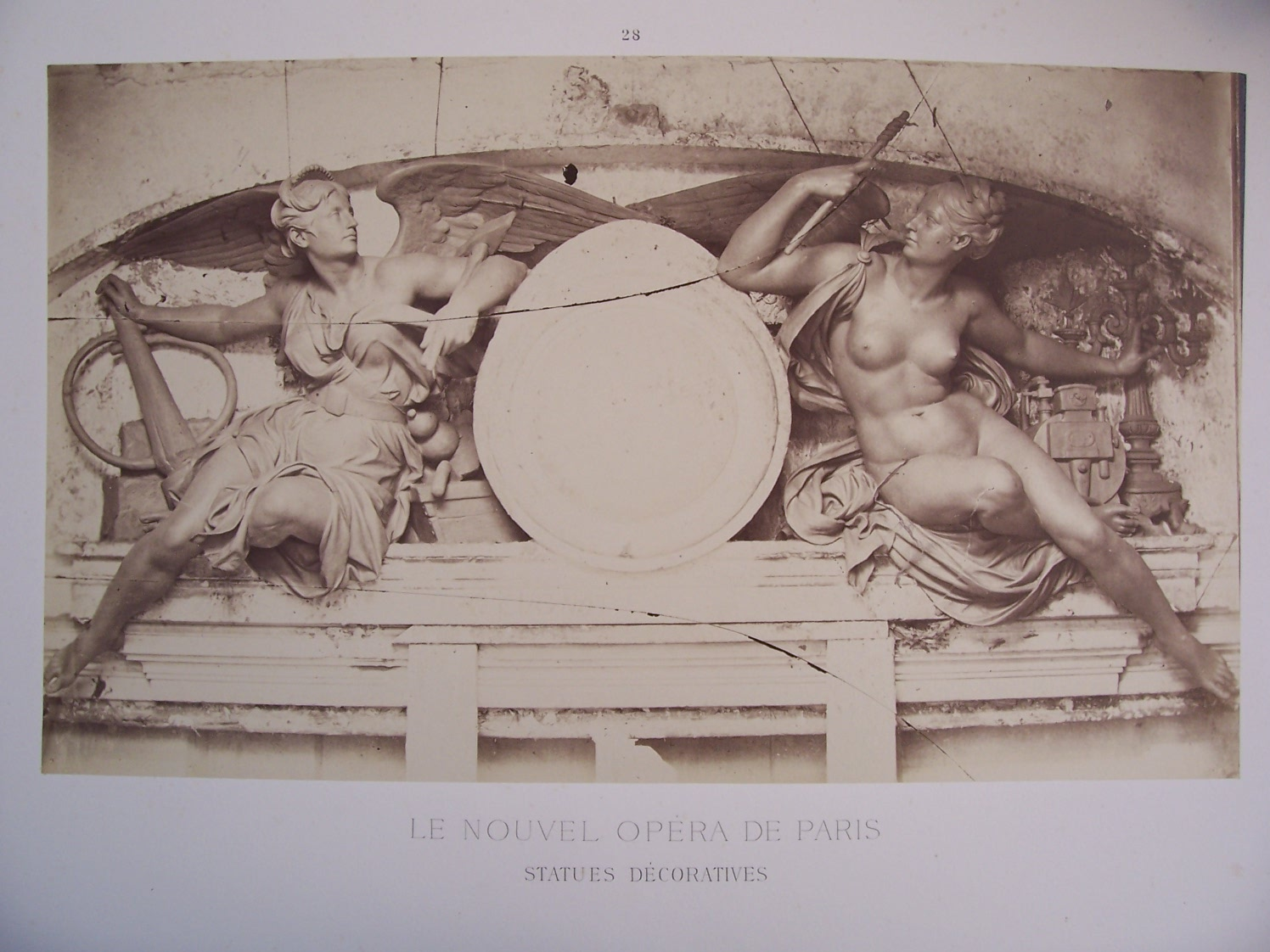

- Fauno borracho

Bronce en los jardines del Museo de Bellas Artes de Lyon.